# تییا ریما
تییا ریما (انگلیسی: Tiia Reima؛ زادهٔ ۱ فوریهٔ ۱۹۷۳) بازیکن هاکی روی یخ اهل فنلاند است.